# Železný muž (KHL)
Železný muž je ocenění pro hráče východoevropské ligy KHL, který v posledních třech sezónách odehrál nejvíce utkání. Od roku 2001 bylo ocenění udělováno i v ruské Superlize.

## Držitelé
| Sezóna                      | Hráč                        | Tým                         |
| Zdroj na eliteprospects.com | Zdroj na eliteprospects.com | Zdroj na eliteprospects.com |
| --------------------------- | --------------------------- | --------------------------- |
| 2018/2019                   |                             |                             |
| 2017/2018                   | Jevgenij Timkin             | Metallurg Magnitogorsk      |
| 2016/2017                   | Jan Kovář                   | Metallurg Magnitogorsk      |
| 2015/2016                   | Danis Zaripov               | Metallurg Magnitogorsk      |
| 2014/2015                   | Maxim Jakucenja             | Metallurg Magnitogorsk      |
| 2013/2014                   | Maxim Jakucenja             | HK Donbass                  |
| 2012/2013                   | Stanislav Čistov            | Traktor Čeljabinsk          |
| 2011/2012                   | Alexandr Pěrežogin          | Avangard Omsk               |
| 2010/2011                   | Ivan Tkačenko               | Lokomotiv Jaroslavl         |
| 2009/2010                   | Gennadij Čurilov            | Lokomotiv Jaroslavl         |
| 2008/2009                   | Danis Zaripov               | Ak Bars Kazaň               |